# Aizac

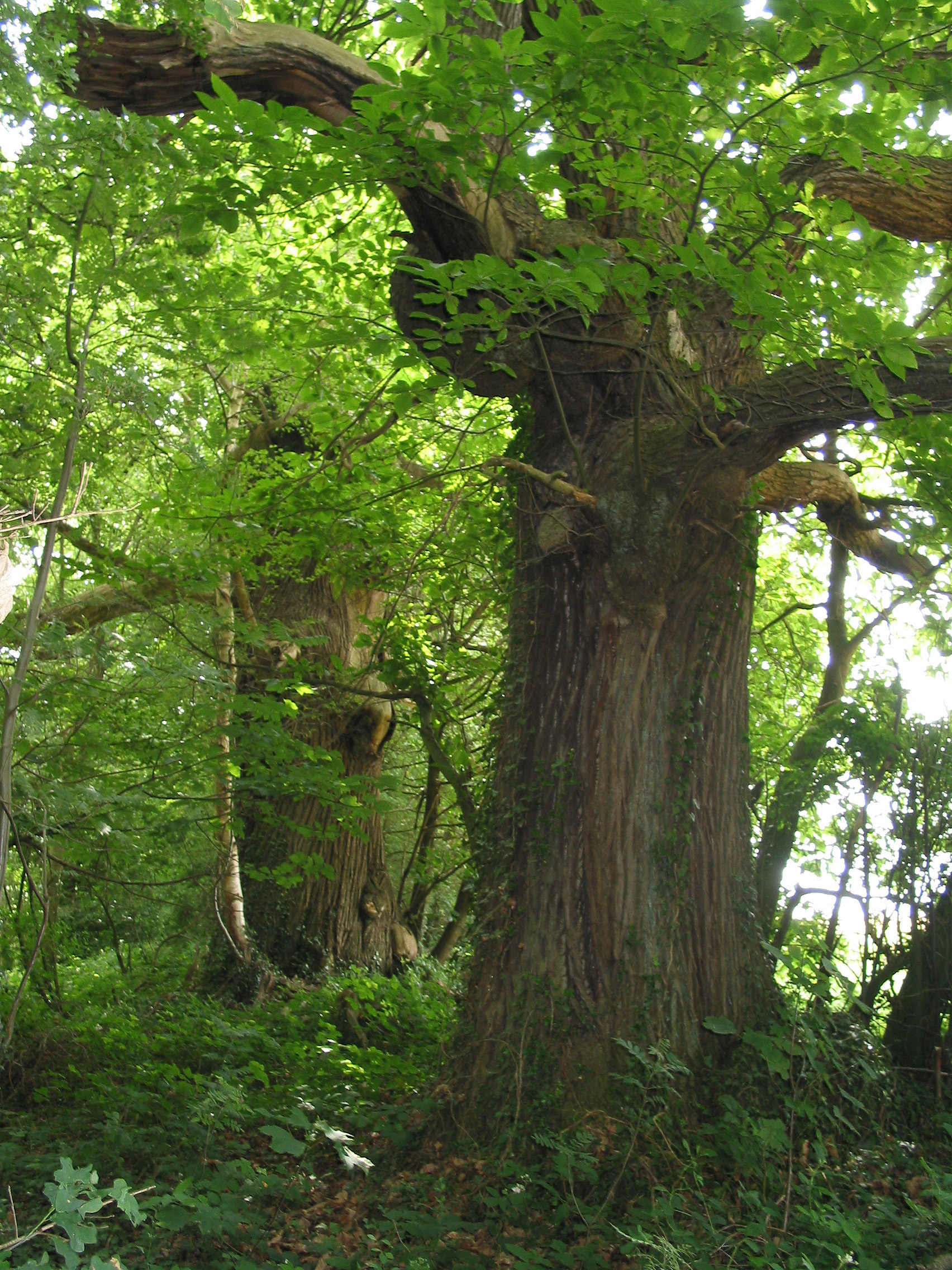
Un châtaignier.

Aizac est une commune française, située dans le département de l'Ardèche en région Auvergne-Rhône-Alpes.

## Géographie

### Situation et description
la commune d'Aizac, rattachée à la communauté de communes du Bassin d'Aubenas, est située à 12 kilomètres de Vals-les-Bains et à 4 kilomètres d’Antraigues-sur-Volane. Les habitants sont les Aizacoises et les Aizacois. Le col d'Aizac part de Antraigues-sur-Volane et arrive à Aizac à 642 m d'altitude. Il fait 3 km 50 m en montant sur le massif du Vivarais. Le village est construit au pied d'un volcan (la Coupe d'Aizac - 808 m).

### Communes limitrophes
Aizac est limitrophe de trois communes, toutes situées dans le département de l'Ardèche et réparties géographiquement de la manière suivante :

### Climat
Pour des articles plus généraux, voir Climat d'Auvergne-Rhône-Alpes et Climat de l'Ardèche.
En 2010, le climat de la commune est de type climat méditerranéen franc, selon une étude du CNRS s'appuyant sur une série de données couvrant la période 1971-2000. En 2020, Météo-France publie une typologie des climats de la France métropolitaine dans laquelle la commune est exposée à un climat de montagne ou de marges de montagne et est dans la région climatique Sud-est du Massif Central, caractérisée par une pluviométrie annuelle de 1 000 à 1 500 mm, minimale en été, maximale en automne.
Pour la période 1971-2000, la température annuelle moyenne est de 10,2 °C, avec une amplitude thermique annuelle de 16,9 °C. Le cumul annuel moyen de précipitations est de 1 444 mm, avec 8,6 jours de précipitations en janvier et 5,4 jours en juillet. Pour la période 1991-2020, la température moyenne annuelle observée sur la station météorologique de Météo-France la plus proche, « Antraigues Sa », sur la commune de Vallées d'Antraigues - Asperjoc à 2 km à vol d'oiseau, est de 12,5 °C et le cumul annuel moyen de précipitations est de 1 556,3 mm,. Pour l'avenir, les paramètres climatiques de la commune estimés pour 2050 selon différents scénarios d'émission de gaz à effet de serre sont consultables sur un site dédié publié par Météo-France en novembre 2022.

### Hydrographie
La partie occidentale du territoire communal est longé par la Bézorgues, un affluent droit de la Volane.

## Urbanisme

### Typologie
Au 1er janvier 2024, Aizac est catégorisée commune rurale à habitat dispersé, selon la nouvelle grille communale de densité à 7 niveaux définie par l'Insee en 2022.
Elle est située hors unité urbaine. Par ailleurs la commune fait partie de l'aire d'attraction d'Aubenas, dont elle est une commune de la couronne,. Cette aire, qui regroupe 68 communes, est catégorisée dans les aires de 50 000 à moins de 200 000 habitants,.

### Occupation des sols
L'occupation des sols de la commune, telle qu'elle ressort de la base de données européenne d’occupation biophysique des sols Corine Land Cover (CLC), est marquée par l'importance des forêts et milieux semi-naturels (89,3 % en 2018), une proportion identique à celle de 1990 (89,3 %). La répartition détaillée en 2018 est la suivante : forêts (62,2 %), milieux à végétation arbustive et/ou herbacée (27,1 %), zones agricoles hétérogènes (10,7 %), zones urbanisées (0,1 %).
L'évolution de l’occupation des sols de la commune et de ses infrastructures peut être observée sur les différentes représentations cartographiques du territoire : la carte de Cassini (XVIIIe siècle), la carte d'état-major (1820-1866) et les cartes ou photos aériennes de l'IGN pour la période actuelle (1950 à aujourd'hui).

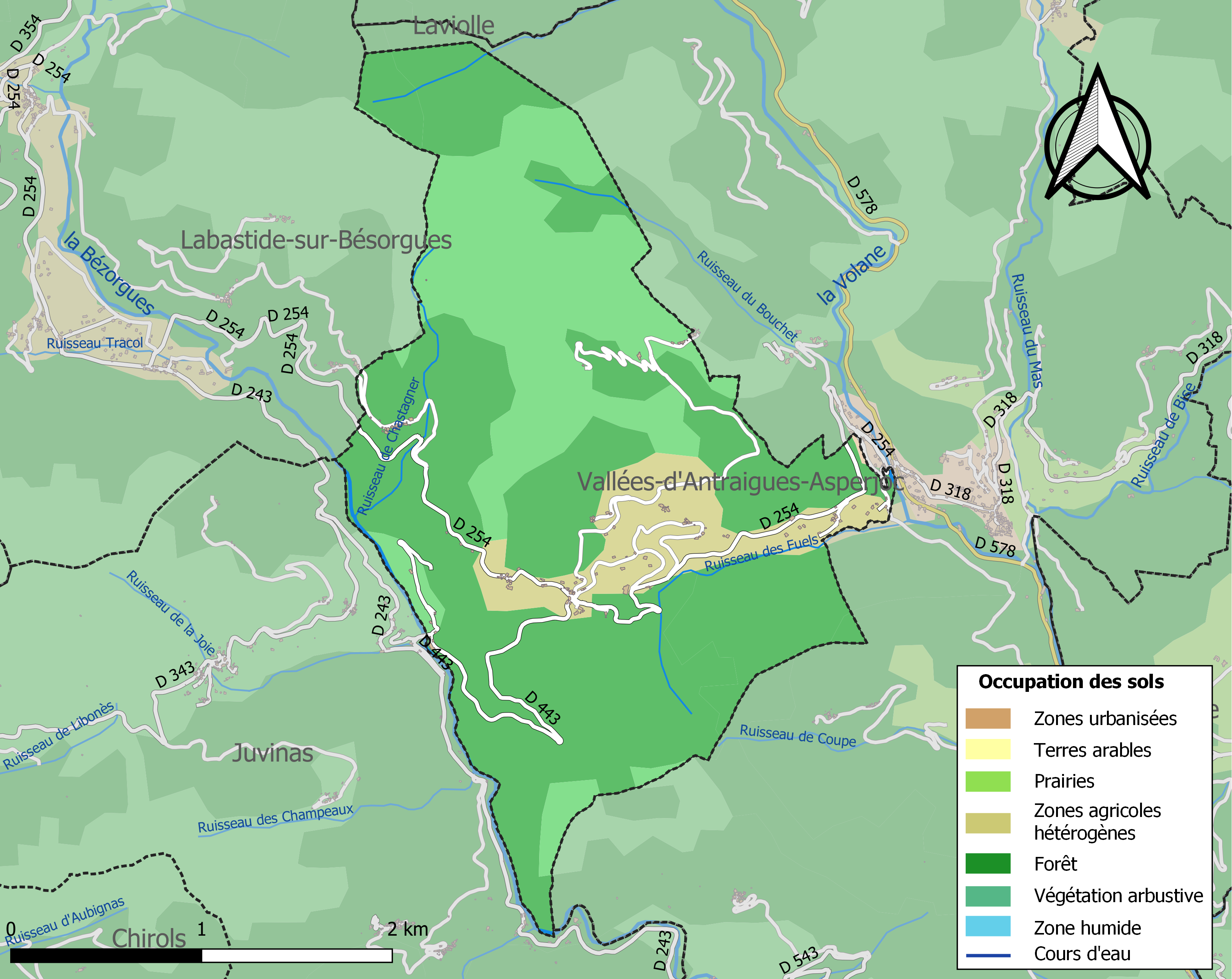
Carte des infrastructures et de l'occupation des sols de la commune en 2018 (CLC).

### Risques naturels

#### Risques sismiques
L'ensemble du territoire de la commune d'Aizac est situé en zone de sismicité no 2 dite faible (sur une échelle de 5), comme la plupart des communes situées sur le plateau et la montagne ardéchoise, mais non loin de limite de la zone de sismicité no 3, dite modérée, située plus à l'est et correspondant la vallée du Rhône.
| Type de zone | Niveau           | Définitions (bâtiment à risque normal) |
| ------------ | ---------------- | -------------------------------------- |
| Zone 2       | Sismicité faible | accélération = 1,1 m/s2                |

## Histoire
En 1851, la densité de population d'Aizac dépasse les 100 habitants/km2. À l'époque, les hautes Cévennes sont plus peuplées que les plaines des basses Cévennes. Le châtaignier est partout, témoin de l'activité agricole jadis intense. Il existe aussi de nombreuses sources d'eau minérale entre les vallées de la Bezorgue et de la Volane. Dans le village, l'original fontaine en dôme, symbolisant le volcan.

## Politique et administration

### Liste des maires
| Période                                  | Période   | Identité                | Étiquette | Qualité                                                                |
| ---------------------------------------- | --------- | ----------------------- | --------- | ---------------------------------------------------------------------- |
| Les données manquantes sont à compléter. |           |                         |           |                                                                        |
| avant 1995                               | mars 2008 | Madeleine Jouanny       | DVG       |                                                                        |
|                                          | mai 2020  | Edmond Fargier          |           | Retraité                                                               |
| mai 2020                                 | En cours  | Marie Christine Saussac |           | Profession intermédiaire administrative et commerciale des entreprises |

## Population et société

### Démographie

#### Évolution démographique
L'évolution du nombre d'habitants est connue à travers les recensements de la population effectués dans la commune depuis 1793. Pour les communes de moins de 10 000 habitants, une enquête de recensement portant sur toute la population est réalisée tous les cinq ans, les populations de référence des années intermédiaires étant quant à elles estimées par interpolation ou extrapolation. Pour la commune, le premier recensement exhaustif entrant dans le cadre du nouveau dispositif a été réalisé en 2005.

En 2022, la commune comptait 172 habitants, en évolution de +3,61 % par rapport à 2016 (Ardèche : +2,48 %, France hors Mayotte : +2,11 %).
| 1793 | 1800 | 1806 | 1821 | 1831 | 1836 | 1841 | 1846 | 1851 |
| ---- | ---- | ---- | ---- | ---- | ---- | ---- | ---- | ---- |
| 497  | 441  | 554  | 574  | 627  | 642  | 657  | 778  | 737  |

| 1856 | 1861 | 1866 | 1872 | 1876 | 1881 | 1886 | 1891 | 1896 |
| ---- | ---- | ---- | ---- | ---- | ---- | ---- | ---- | ---- |
| 710  | 482  | 479  | 501  | 443  | 491  | 478  | 473  | 446  |

| 1901 | 1906 | 1911 | 1921 | 1926 | 1931 | 1936 | 1946 | 1954 |
| ---- | ---- | ---- | ---- | ---- | ---- | ---- | ---- | ---- |
| 408  | 401  | 331  | 319  | 301  | 275  | 275  | 249  | 223  |

| 1962 | 1968 | 1975 | 1982 | 1990 | 1999 | 2005 | 2006 | 2010 |
| ---- | ---- | ---- | ---- | ---- | ---- | ---- | ---- | ---- |
| 196  | 177  | 137  | 144  | 156  | 169  | 166  | 165  | 154  |

| 2015 | 2020 | 2022 | - | - | - | - | - | - |
| ---- | ---- | ---- | - | - | - | - | - | - |
| 160  | 170  | 172  | - | - | - | - | - | - |

#### Pyramide des âges
En 2021, le taux de personnes d'un âge inférieur à 30 ans s'élève à 21,8 %, soit en dessous de la moyenne départementale (29,7 %). À l'inverse, le taux de personnes d'âge supérieur à 60 ans est de 41,8 % la même année, alors qu'il est de 32,8 % au niveau départemental.
En 2021, la commune comptait 90 hommes pour 80 femmes, soit un taux de 52,94 % d'hommes, légèrement supérieur au taux départemental (48,78 %).
Les pyramides des âges de la commune et du département s'établissent comme suit :
| Hommes | Classe d’âge | Femmes |
| ------ | ------------ | ------ |
| 0,0    | 90 ou +      | 0,0    |
| 4,4    | 75-89 ans    | 5,0    |
| 40,0   | 60-74 ans    | 33,8   |
| 12,2   | 45-59 ans    | 16,3   |
| 25,6   | 30-44 ans    | 18,8   |
| 2,2    | 15-29 ans    | 7,5    |
| 15,6   | 0-14 ans     | 18,8   |

| Hommes | Classe d’âge | Femmes |
| ------ | ------------ | ------ |
| 1      | 90 ou +      | 2,5    |
| 9      | 75-89 ans    | 11,4   |
| 20,8   | 60-74 ans    | 21,1   |
| 21,2   | 45-59 ans    | 20,3   |
| 16,9   | 30-44 ans    | 16,5   |
| 14,2   | 15-29 ans    | 12,6   |
| 17     | 0-14 ans     | 15,6   |

### Enseignement
La commune est rattachée à l'académie de Grenoble.

### Médias
Deux organes de presse écrite sont distribués dans la commune :
- L'Hebdo de l'Ardèche, journal hebdomadaire français basé à Valence et diffusé à Privas depuis 1999. Il couvre l'actualité pour tout le département de l'Ardèche ;
- Le Dauphiné libéré, journal quotidien de la presse écrite française régionale distribué dans la plupart des départements de l'ancienne région Rhône-Alpes, notamment l'Ardèche. La commune est située dans la zone d'édition d'Aubenas, de Privas et de la vallée du Rhône.

### Cultes
La communauté catholique et l'église paroissiale (propriété de la commune) d'Aizac sont rattachées à la paroisse Saint Roch en Pays de Vals qui, elle-même, dépend du diocèse de Viviers.

## Économie
La source du Volcan et la source de la coupe d'Aizac ont été achetées par deux investisseurs issus du milieu médical messieurs Serri et Rissac.
Les deux acheteurs ont créé la Société des boissons d'Aizac.
Les deux sources émergent dans un site naturellement protégé (contexte de pouzzolane). Les tests de pompage ont montré un débit total continu de 770 litres par heure en continu justifiant une exploitation commerciale. Les eaux sont carbogazeuses de type bicarbonaté calcique et riche en fer, silice et magnésium.
L'eau puisée est, en fait un mélange d'eau minérale et d'eau douce captée dans la tranche 6/8 mètres.

## Culture locale et patrimoine

### Lieux et monuments
- Coupe du volcan d'Aizac ;
- Église romane Saint-Julien d'Aizac du XIe siècle, comprenant un baptistère et un bénitier.

### Événement
Chaque année, la course de vélo L'Ardéchoise passe par Aizac après avoir grimpé les 642 mètres de dénivelé du col d'Aizac.

### Héraldique
|  | Aizac possède des armoiries dont l'origine et le blasonnement exact ne sont pas disponibles. |

## Pour approfondir